# 捉賊記
《捉賊記》是香港組合SENZA A Cappella的第四個原創單曲，於2021年3月12日發行，其後收錄於他的個人首張細碟《Circle of Fifths (專輯)》，並演唱於《Circle of Fifths》和《無》演唱會。歌曲講述都市人不斷遲到的問題。

## 創作背景
歌曲感源自於團員之間遲到的情況。據說SENZA A Cappella成員擁有「遲到基金」：當一個成員遲到1分鐘，便需交出$5。那些金錢全會存於SENZA A Cappella組合的基金裡。他們指雖然各人都偶有遲到，但有成員遲到的情況特別嚴重（例如 Peace Lo），他們就想到用這個方向去寫歌。
此外，SENZA A Cappella亦想嘗試用無伴奏合唱的形式製造其他類型的歌曲，不止局限於一些治癒或感動的歌曲，展現人聲的可能性。加上此歌的風格貼近SENZA A Cappella各成員現實生活中的人格，所以SENZA A Cappella也想利用此歌顯露出來。

## 詞曲
交給梁栢堅填詞後，就得出了用「時間大賊」這個比喻。人們的遲到，確實浪費了等待你的人的時間，但正所謂「一串光陰一串金」，浪費了人的時間，就像浪費了人的金錢。而偷了人們的金錢，與「賊」的行為相符，所以就以賊為歌名。
歌詞比較尖銳，甚少含蓄。即使你手戴金鑽勞，但其已經失去意義，因為人們不守時，已經令時間的意義粉碎。歌詞除了有諷刺遲到的人的句子之外，也加入了不少遲到的藉口，使歌曲更貼近日常生活，更能表達遲到的無理。
編曲方面，加入了包括戲劇、拉丁、Disco等等的元素，甚至加入警報聲，給聽者一個較為輕快和像小劇場的效果，有別於之前較為抒情和樸素的感覺。

## 音樂錄像
在MV製作了一個遊戲機的世界，以動畫的形式顯示出來。SENZA A Cappella各成員在MV裡在追逐一位偷著時間的「時間大賊」，在不同的城市中周圍尋找，單可惜最後也不能捕捉到他。
MV表示了：遲到的人永遠都不會為等待的人給予賠償，而等待的人想得到賠償，卻損失了更多的時間金錢，最後還是大輸家。

## 製作
歌曲由Cousin Fung作曲，梁栢堅填詞，Peace Lo編曲和SENZA A Cappella監製。
音樂錄像：
- 動畫：Billy Law
- 插畫：Kitty Wong

## 歌曲成績
| 派台歌曲成績（五台） | 派台歌曲成績（五台） | 派台歌曲成績（五台） | 派台歌曲成績（五台） | 派台歌曲成績（五台） | 派台歌曲成績（五台） | 派台歌曲成績（五台） | 派台歌曲成績（五台）            |
| -------------------- | -------------------- | -------------------- | -------------------- | -------------------- | -------------------- | -------------------- | ------------------------------- |
| 唱片                 | 曲目                 | 903                  | RTHK                 | 997                  | TVB                  | ViuTV                | 備註                            |
| 2020年               |                      |                      |                      |                      |                      |                      |                                 |
| Circle of Fifths     | 捉賊記               | 15                   | -                    | 20                   | ×                    | -                    | 加拿大至 HIT 中文歌曲排行榜：12 |

- （*）上榜中
- （-）未能上榜
- （×）沒有派往該台
- （(1)）兩週冠軍